# Мандт (тауншип, Миннесота)
Мандт (англ. Mandt) — тауншип в округе Чиппева, Миннесота, США. На 2000 год его население составило 175 человек.

## География
По данным Бюро переписи населения США площадь тауншипа составляет 92,0 км², из которых 91,9 км² занимает суша, а 0,1 км² — вода (0,08 %).

## Демография
По данным переписи населения 2000 года здесь находились 175 человек, 74 домохозяйства и 58 семей. Плотность населения —  1,9 чел./км². На территории тауншипа расположено 83 постройки со средней плотностью 0,9 построек на один квадратный километр. Расовый состав населения: 100,00 % белых.
Из 74 домохозяйств в 27,0 % воспитывались дети до 18 лет, в 68,9 % проживали супружеские пары, в 4,1 % проживали незамужние женщины и в 21,6 % домохозяйств проживали несемейные люди. 18,9 % домохозяйств состояли из одного человека, при том 10,8 % из — одиноких пожилых людей старше 65 лет. Средний размер домохозяйства — 2,36, а семьи — 2,67 человека.
20,6 % населения — младше 18 лет, 6,9 % — в возрасте от 18 до 24 лет, 20,0 % — от 25 до 44, 25,7 % — от 45 до 64, и 26,9 % — старше 65 лет. Средний возраст — 47 лет. На каждые 100 женщин приходилось 124,4 мужчин. На каждые 100 женщин старше 18 приходилось 113,8 мужчин.
Средний годовой доход домохозяйства составлял 33 125 долларов, а средний годовой доход семьи —  38 333 доллара. Средний доход мужчин —  30 000  долларов, в то время как у женщин — 18 864. Доход на душу населения составил 17 376 долларов. За чертой бедности находились 3,2 % семей и 7,3 % всего населения тауншипа, из которых 20,5 % младше 18 и 4,3 % старше 65 лет.